# Kōjien
Kōjien (広辞苑) är en japansk ordbok eller uppslagsverk i en volym, som allmänt betraktas som Japans mest auktoritativa i sin genre. Kōjien innehåller uppslagsordens etymologi, kortare artiklar, som till exempel biografier, och illustrationer. Den första upplagan gavs ut 1955 på Iwanami Shoten. Redaktör var Shinmura Izuru.
Den senaste utgåvan av Kōjien (2008) innehåller omkring 240 000 uppslagsord. Artiklar om slanguttryck och liknande finns med, däremot inga biografier över levande människor.